# Pevek
Pevek - Певек (rus) - és la ciutat situada més al nord de Rússia (69º 42'N). És una ciutat portuària àrtica al mar de Sibèria Oriental. Forma part del districte autònom de Txukotka.
És un assentament modern; la ciutat va ser fundada l'any 1936 i desenvolupada després de la Segona Guerra Mundial per a proporcionar un port per a l'exportació de minerals com una part de l'expansió de la ruta marina del nord. Durant les dècades de 1940 i 1950 era un lloc del sistema GULAG on els presoners extreien urani de les mines. En temps recents les mines han entrat en crisi econòmica i amb elles també aquesta ciutat.
Pevek té sortida al mar per la badia de Txaun, ubicada a la península Txàunskaia i a uns 640 km al nord-oest d'Anàdir.

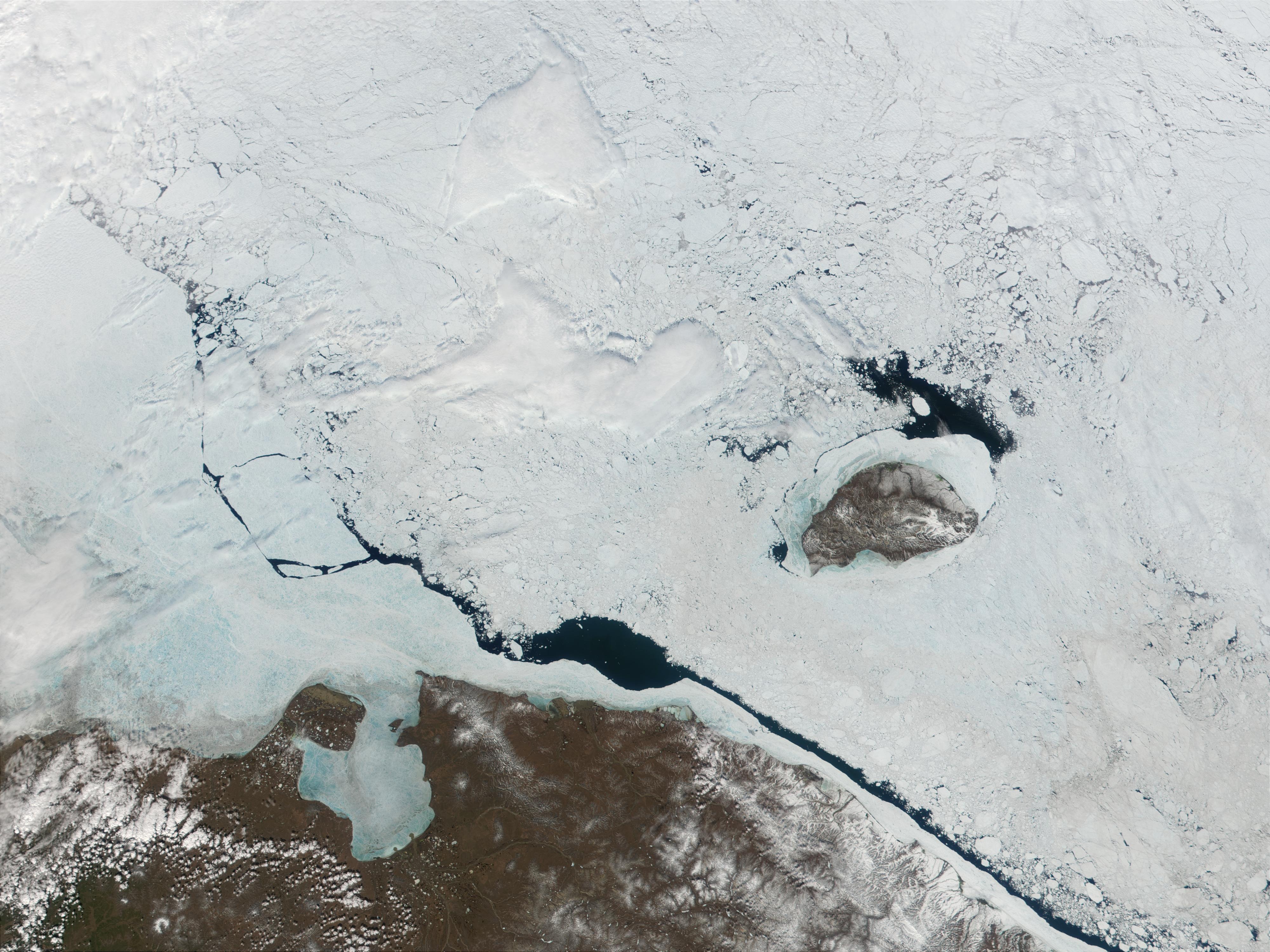
Badia Txàunskaia sota el gel. La península Pevek apareix a l'est i al nord-oest l'Illa de Wrangel

## Galeria

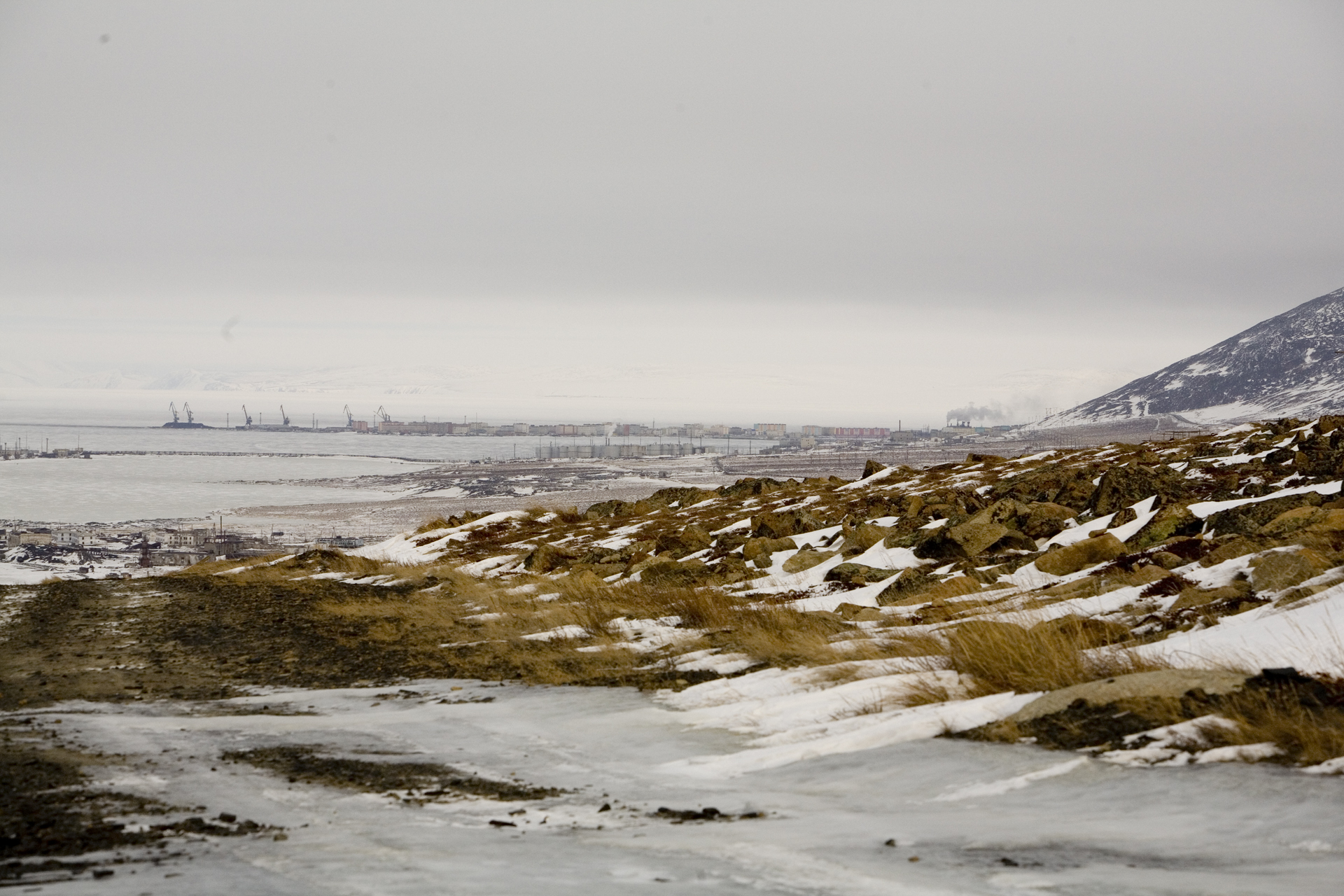
Pevek
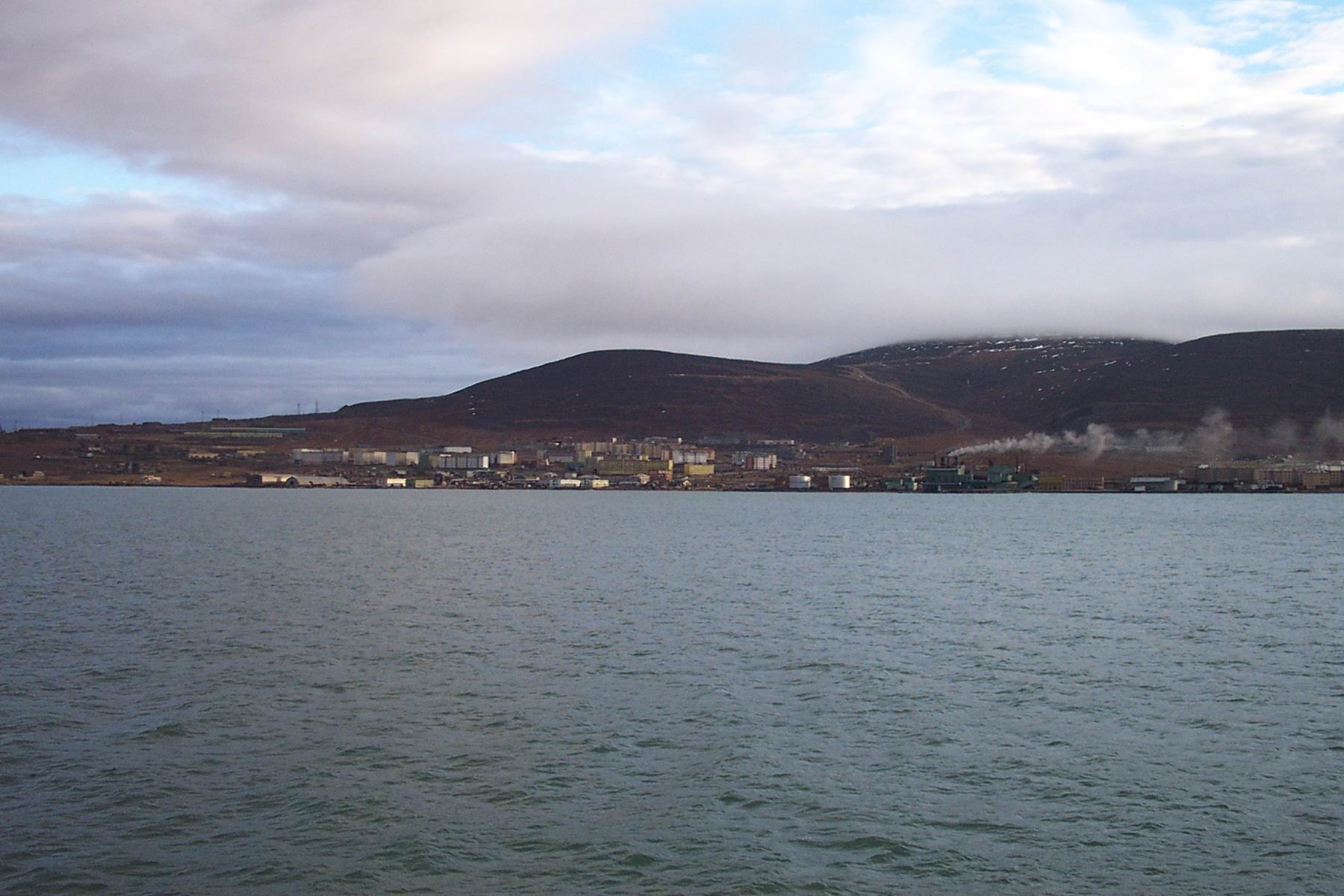
Pevek des del mar
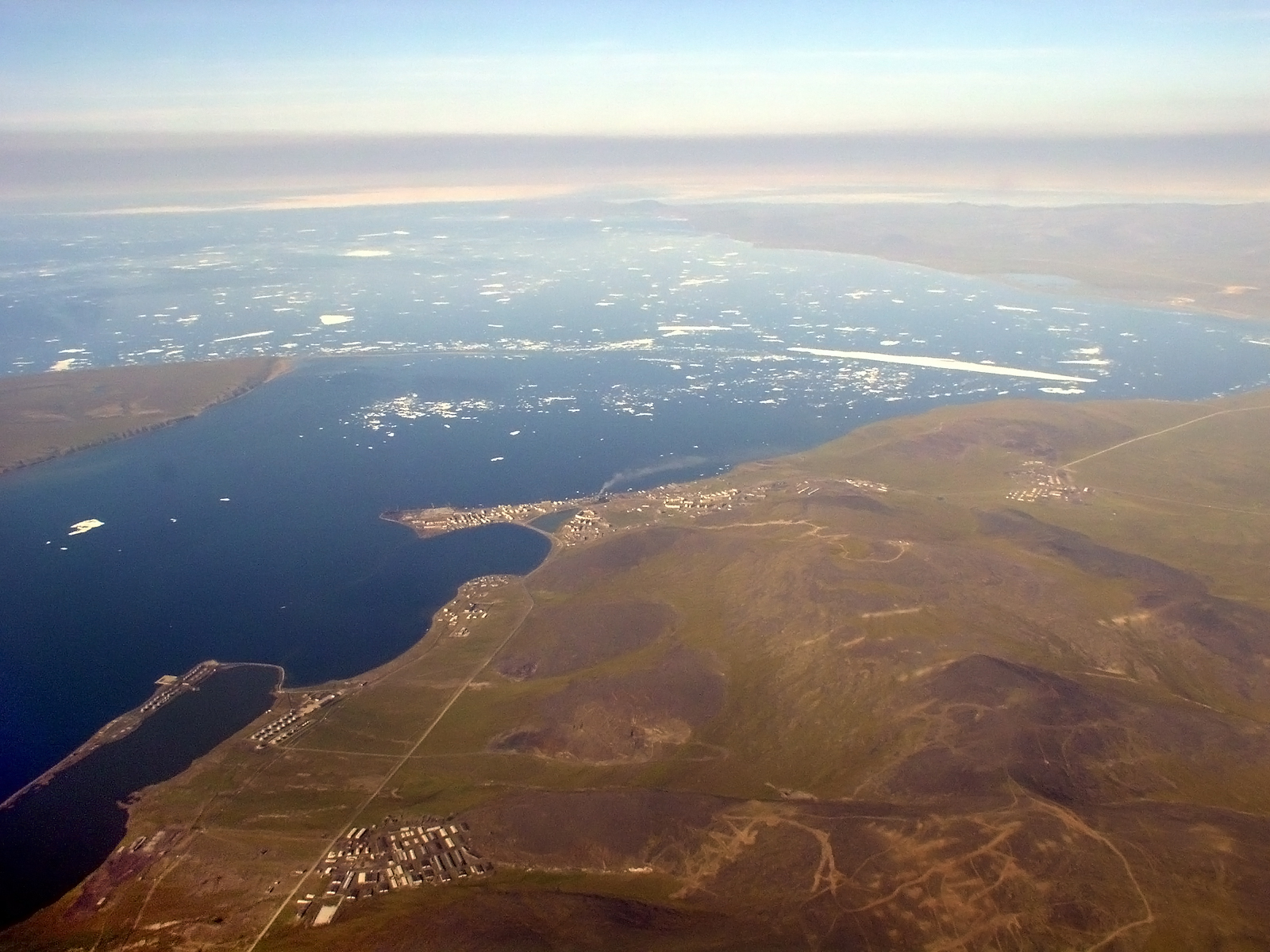
Pevek des de l'aire
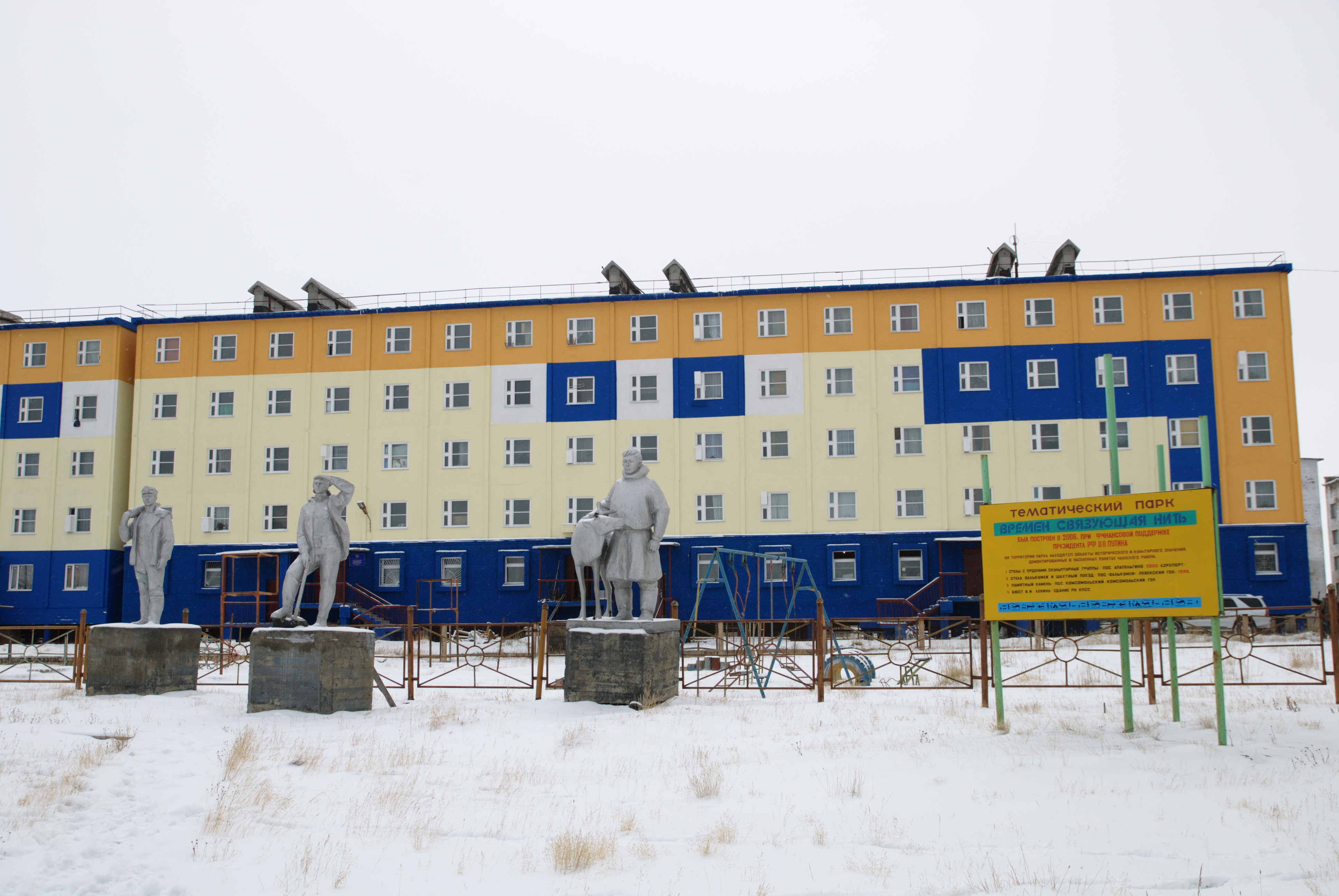
Edificis i monuments soviètics
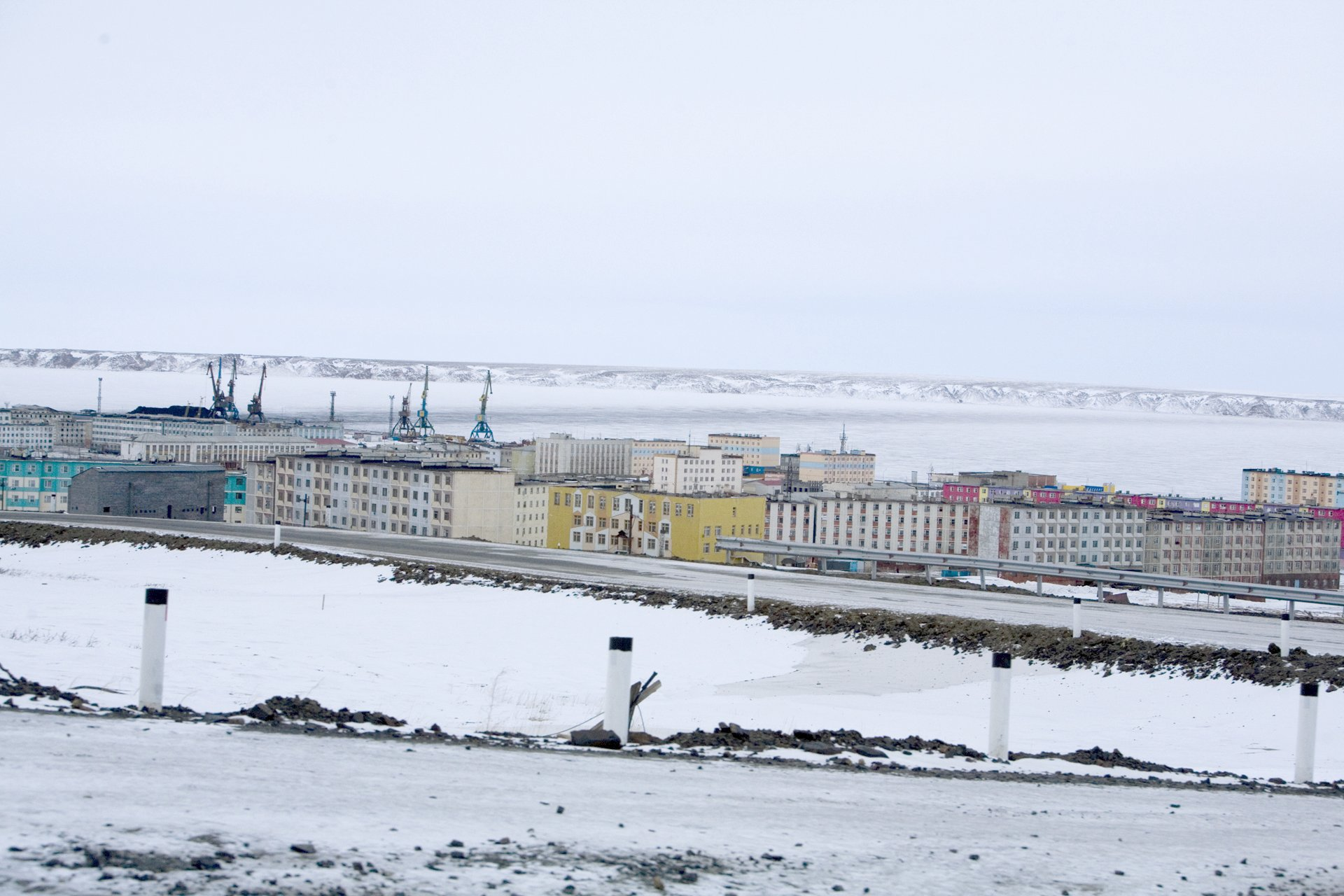
Vista des del sud